# Seowon, koreanische neokonfuzianische Akademien
Seowon, koreanische neokonfuzianische Akademien ist seit dem 6. Juli 2019 ein UNESCO-Weltkulturerbe in Südkorea. Es besteht aus neun Seowon im zentralen und südlichen Südkorea, die von Mitte des 16. bis Mitte des 17. Jahrhunderts während der Joseon-Dynastie gegründet wurden. Die neun privaten Akademien zeigen laut dem Bericht des International Council on Monuments and Sites (ICOMOS) die Entwicklung, soziale Verflechtung und lokale Adaption des Neokonfuzianismus in Korea auf und erfüllen somit das Kriterium iii. für die Aufnahme als Weltkulturerbe.

## Nomination

### Evaluation
Das Presidential Council on Nation Branding hat die Nominierung der Seowon in Gang gesetzt. Es bildete im Oktober 2010 ein „Komitee zur Vorbereitung der Ernennung der Seowon als Weltkulturerbe“ (kor. 서원 세계문화유산등재추진준비위원회), das für die genaue Ausarbeitung einer Nomination für die Tentativliste verantwortlich war. Laut anderer Quelle wurde dieses erst im April 2011 gegründet. Am 8. April 2011 wurde Lee Myung-bak vom Presidential Council on Nation Branding ein Entwurf vorgelegt, wie die Seowon als UNESCO-Weltkulturerbe vorgeschlagen werden können. Das Komitee hatte bis im Dezember 2011 insgesamt 47 erhaltene Seowon und Schreine auf ihre Tauglichkeit als Weltkulturerbe geprüft, wobei der Fokus auf die Erfüllung des „Outstanding Universal Value“-Kriteriums der UNESCO gesetzt wurde. Weiter organisierte es über zehn Treffen mit Experten, akademische Konferenzen und Workshops. Ab Dezember 2011 wurde mit neun Seowon gearbeitet, die am 9. Dezember 2011 auf die Tentativliste gesetzt wurden und die schlussendlich auch alle Teil des Weltkulturerbes wurden. Im März 2012 wurde zwischen dem Presidential Council on Nation Branding, der Cultural Heritage Administration (seit 2024 Korea Heritage Service) und 14 Lokal- und Provinzregierungen, in deren Gebiet die Seowon stehen, ein Memorandum of Understanding unterzeichnet, das den koordinierten Umgang mit dem potenziellen Welterbe in Aussicht stellte.

### Erste Dossiereinreichung
Am 18. April 2012 schuf das Presidential Council on Nation Branding das „Komitee zur Ernennung der koreanischen Seowon als Weltkulturerbe“ (kor. 한국의 서원 세계유산등재추진단), das aus den Regierungschefs der 14 involvierten Lokal- und Provinzregierungen und Experten der Bereiche Weltkulturerbe, Geschichte Koreas, Konfuzianismus, Bildungsgeschichte, Architekturgeschichte und Geografie bestand. Nachdem das Presidential Council on Nation Branding am 23. März 2013 abgeschafft wurde, ging die Leitung des Projekts im April 2013 an die Korean Seowon Assossiation über. Ein weiteres Memorandum of Understanding wurde im Dezember 2014 unterzeichnet. Die vollständige Nomination wurde von der Cultural Heritage Administration im Januar 2015 an die UNESCO eingereicht. Die koreanische Nominierung attestierte den Seowon die Erfüllung der Kriterien (ii), (iii), (iv) und (vi) für die Aufnahme als Weltkulturerbe. Im August oder September 2015 entstand die Seowon Foundation (kor. 서원관리단), die seither das Weltkulturerbe verwaltet. Zeitgleich wurde die Erhaltung der Seowon geplant, deren Gebiet mitsamt Umland in geschützte Zonen umgewandelt und die Architektur, die Landschaft sowie die heutige Nutzung dokumentiert. Daraus gewonnene Erkenntnisse wurden publiziert.
Das ICOMOS inspizierte im September 2015 die Situation vor Ort. Da das ICOMOS sich daraufhin für eine Empfehlung zur Ablehnung der Nomination entschied, zog die Cultural Heritage Administration die Nomination im April 2016 zurück. ICOMOS bemängelte zahlreiche Punkte in der Nomination. So war die Begründung für die Repräsentativität der ausgewählten Seowon und die Erklärung zur Notwendigkeit, mehrere Seowon als Weltkulturerbe einzutragen, nicht ausreichend. Weiter fehlten eine Erklärung, was die ausgewählten Seowon von anderen konfuzianischen Akademien in Korea und China unterscheidet, eine ausreichend große Schutzzone für die landschaftlichen Elemente und der Miteinbezug der Verwalter der Seowon.

### Zweite Dossiereinreichung
Im Juli 2016 entschied das Komitee, die Nomination trotzdem weiterzuführen und im September 2016 wurde das Projekt innerhalb der Cultural Heritage Administration vor den anderen Welterbe-Nominationen priorisiert. Von Oktober 2016 bis und mit Februar 2017 unterstützten von ICOMOS empfohlene Experten die Verbesserung der Nomination und die Cultural Heritage Administration und die Seowon Foundation führte akademische Konferenzen zu den Seowon durch. Im Januar 2018 wurde zum zweiten Mal ein vollständiges Nominationsdossier an die UNESCO eingereicht. Im September 2018 inspizierte das ICOMOS erneut die Situation vor Ort. Es bekam auf Anfrage weitere Informationen durch die Cultural Heritage Administration im Oktober, November und Februar 2019 geliefert.
Die Cultural Heritage Administration hatte die neun Seowon zum zweiten Mal nominiert, da sie ihrer Meinung nach die Kriterien (iii) und (iv) erfüllen.
Das Nominationsdossier beinhaltete für (iii) die Begründung, dass die Seowon ein einzigartiges Zeugnis für den Neo-Konfuzianismus in der Bildungs- und Sozialpraxis in Korea während der Joseon-Dynastie seien. ICOMOS bestätigte in ihrem Bericht diese Einschätzung und hob hervor, wie die Seowon die Lokalisierung des chinesischen Neo-Konfuzianismus in Korea darlegen. Für Kriterium (iv) erklärte die Nominierung, dass es sich bei den ausgewählten Seowon um außergewöhnlichen Prototypen der Architektur späterer neo-konfuzianischer Akademien handle. ICOMOS anerkannte den Einfluss aus China und den transformativen und lokalisierenden Prozess, aber hielt die Anforderungen für Kriterium (iv) für nicht erfüllt.

## Einschreibung
Am 6. Juli 2019 anerkannte das Welterbekomitee an der 43. Sitzung in Baku die Erfüllung des Kriteriums (iii), sowie der Einhaltung der weiteren Vorgaben zum Schutz und Erhaltung einer Welterbestätte und wies „Seowon, Korean Neo-Confucian Academies“ als UNESCO-Weltkulturerbe aus. In der Entscheidung „43 COM 8B.21“ erklärte das Komitee ihre Entscheidung wie folgt:

„The Seowon, Korean Neo-Confucian Academies are exceptional testimony to cultural traditions associated with Neo-Confucianism in Korea, in the form of educational and social practices, many of which continue. The seowon illustrate an historical process in which Neo-Confucianism from China was tailored to Korean local conditions resulting in academies which are exceptional testimony of this transformative and localising process in terms of function, planning and architecture.“

„Die Seowon, koreanische neokonfuzianische Akademien sind ein herausragende Zeugnisse der kulturellen Traditionen des Neokonfuzianismus in Korea, die sich in Form von Bildungs- und Sozialpraktiken widerspiegeln und zum großen Teil bis heute fortbestehen. Die Seowon veranschaulichen einen historischen Prozess, in dem der Neokonfuzianismus aus China an die koreanischen Gegebenheiten angepasst wurde. Das Ergebnis sind Akademien, die in Bezug auf Funktion, Planung und Architektur herausragende Zeugnisse dieses transformativen und lokalisierenden Prozesses darstellen.“

## Umfang
| Ref.-Nr. | Bild                                                          | Bezeichnung      | Historische Stätte | Schutzbereich | Pufferzone | Lage                                                       | Schritt in der Entwicklung der Seowon/ Herausragende Merkmale |
| -------- | ------------------------------------------------------------- | ---------------- | ------------------ | ------------- | ---------- | ---------------------------------------------------------- | --- |
| 1498-001 | Das Bild zeigt mehrere Gebäude des Sosu-seowon                | Sosu-seowon      | Nr. 55             | 17,16 ha      | 73,62 ha   | Naejuk-ri, Sunheung-myeon, Yeongju-si, Gyeongsangbuk-do    | Erstes gegründetes Seowon, das die grundlegende Struktur etablierte. |
| 1498-002 | Dieses Bild zeigt die Frontansicht des Namgye-seowons.        | Namgye-seowon    | Nr. 499            | 4,11 ha       | 78,67 ha   | Wonpyeong-ri, Sudong-myeon, Hamyang-gun, Gyeongsangnam-do  | Zweites gegründetes Seowon. Erstes das vollständig von privaten Gelehrten gegründet wurde und die Struktur entlang einer zentralen Axe etabliert hat. |
| 1498-003 | Das Bild zeigt den Mubyeonnu-Pavilion des Oksan-seowon.       | Oksan-seowon     | Nr. 154            | 6,44 ha       | 80,83 ha   | Oksan-ri, Angang-eup, Gyeongju-si, Gyeongsangbuk-do        | Wichtigstes Beispiel der Seowon als Zentrum für die Verbreitung und Zugänglichkeit von konfuzianischen Schriftstücken. Erstes Seowon mit Pavillon. |
| 1498-004 | Dieses Bild zeigt das Dosan-seowon im Jahr 2015.              | Dosan-seowon     | Nr. 170            | 36,73 ha      | 166,84 ha  | Tokgye-ri, Dosan-myeon, Andong-si Gyeongsangbuk-do         | Das Dosan-seowon steht für die Etappe, in denen Seowon sich als wichtige Akademien etabliert hatten. |
| 1498-005 | Das Bild zeigt den Hwagyeonnu-Pavillon des Piram-seowon.      | Piram-seowon     | Nr. 242            | 1,38 ha       | 51,06 ha   | Piram-ri, Hwangryeong-myeon, Jangseong-gun, Jeollanam-do   | Die Akademie steht exemplarisch für die Verbreitung in den Südwesten von Korea. Die Struktur passte sich an die flachere Landschaft an. |
| 1498-006 | Das Bild zeigt den Suwollu-Pavillon des Dodong-seowon.        | Dodong-seowon    | Nr. 488            | 2,32 ha       | 81,23 ha   | Dodong-ri, Guji-myeon, Dalseong-gun, Daegu                 | Die Architektur des Seowon ist außerordentlich auf das Einfangen der umliegenden Natur ausgelegt, wodurch konfuzianische Lehren besser vermittelt werden konnten. |
| 1498-007 | Dieses Bild zeigt eine Luftaufnahme des Byeongsan-seowon.     | Byeongsan-seowon | Nr. 260            | 30,08 ha      | 164,3 ha   | Byeongsan-ri, Pungcheon-myeon, Andong-si, Gyeongsangbuk-do | Das Seowon zeigt die Rolle der lokalen Gelehrten bei der politischen Meinungsbildung der Region. Der Pavillon auf dem Gelände ist außerordentlich groß und erlaubte die Versammlung vieler Gelehrter.                                                                              |
| 1498-008 | Dieses Bild zeigt eine Luftaufnahme des Museong-seowon.       | Museong-seowon   | Nr. 166            | 0,84 ha       | 54,96 ha   | Museong-ri, Chilbo-myeon, Jeongeup-si, Jeollanam-do        | Das Museong-seowon zeigt die Ausweitung des Einflusses der Seowon auf die Dörfer. Dieses Seowon wurde mit Absicht inmitten eines Dorfer gebaut, um die Bevölkerung mit dem Neokonfuzianismus zu identifizieren.                                                                    |
| 1498-009 | Dieses Bild zeigt den Schrein Sungnyesa aus dem Donam-seowon. | Donam-seowon     | Nr. 383            | 3,43 ha       | 45,23 ha   | Im-ri, Yeonsan-myeon, Nonsan-ri, Chungcheongnam-do         | Das Donam-seowon war ein Zentrum des Yehak, einer koreanischen philosophischen Strömung des 16. und 17. Jahrhunderts. Der Eungdodang-Hörsaal ist das einzige noch existierende Gebäude, das in einem auf älteren koreanischen Architekturprinzipien basierenden Stil gebaut wurde. |